# Куинлан, Патрик
Па́трик (Пэт) Куинла́н (ирл. Patrik Quinlan; 1919—1997) — офицер ирландской армии, командовал ирландскими миротворцами во время осады Жадовиля в Катанге в сентябре 1961 года. Бойцы Куинлана, по причине нехватки боеприпасов и других ресурсов, были вынуждены сдаться, из-за чего его репутация сильно пострадала. Однако после смерти военного проведено подробное изучение событий в Жадовиле, и его действия были оправданы.

## Семья и ранняя жизнь
Патрик Куинлан родился в 1919 году в Ринераге, Кэрданиел, графство Керри. Окончил школу в соседнем Лохере. У него и его жены Кармел был сын Лео, которому на момент событий в Жандовиле было 16 лет. Позже Лео, как и его отец, стал военнослужащим.

## Осада Жадовиля
Осада Жадовиля произошла в сентябре 1961 года во время вмешательства Организации Объединённых Наций в конфликт в Конго.
Рота «А» 35-го батальона миротворческого контингента ONUC ирландской армии под командованием коменданта Куинлана подверглась нападению войск самопровозглашённого Государства Катанга. Легковооружённая рота Куинлана была осаждена в городе Жадовиль (современный Ликаси), где в течение шести дней отражала атаки противника. Попытки по деблокированию окружённых не увенчались успехом.
Во время боёв пятеро из роты Куинлана были ранены, в то время как войска Катанги и иностранные наёмники потеряли до 300 человек убитыми и от 300 до 1000 ранеными. Однако из-за нехватки боеприпасов, запасов воды и еды Куинлан принял решение сдаться.
В течение примерно одного месяца ирландцы находились в плену, пока их не обменяли на заключённых, находящихся под стражей конголезского правительства. После освобождения рота «А» была возвращена на свою базу в Элизабетвилле. Спустя некоторое время бойцы Куинлана вновь приняли участие в боевых действиях. В декабре того же года рота «А» была возвращена домой в Ирландию.

## Признание
Правительство Ирландии не придавало особого значения битве за Жадовиль, и ни один ирландский солдат не получил никаких наград за участия в тех боях. Более того, в глазах общественности миротворцы предстали как трусы и предатели, поскольку сдали город сепаратистам. Куинлан предложил руководству представить нескольких бойцов, участвовавших в осаде, к Военной медали за доблесть, высшей воинской награде Ирландии.
Куинлан больше никогда не отправлялся в зарубежные командировки. После 40 лет службы в Ирландской армии ушёл в отставку в звании полковника. Он умер в 1997 году.
Ветераны осады Жадовиля были недовольны отказом командования признать их подвиг и очернением репутации их командира. После длительной кампании за признание, в 2004 году тогдашний министр обороны Вилли О'Ди согласился провести детальное изучение тех событий. Расследование министерства обороны сняло с Куинлана и роты «А» обвинения в проступках и трусости. В 2005 году на территории казарм в Кустуме в Атлоне был воздвигнут памятный камень в знак признательности бойцам роты «А» 35-го батальона.
Тактика Куинлана в Жадовиле повлияла на последующие учебные программы и была внесена в военные учебники всего мира, как лучший пример обороны по периметру.

## Смерть
Полковник Куинлан умер в 1997 году, не подозревая, что его репутация будет восстановлена через девять лет после его смерти. Его жена Кармель тоже не дожила до официальной реабилитации и умерла через два года после кончины супруга.

## В культуре
В фильме «Осада Жадовиля» (2016), по мотивам книги Деклана Пауэра «Осада в Жадовиля: забытая битва ирландской армии» (2005), роль коменданта Куинлана исполняет Джейми Дорнан. Его жену Кармель играет Фиона Глэскотт. Сын Куинлана, Лео, заявил, что Дорнан имел сильное сходство с его отцом и правильно изобразил его во всём, кроме акцента графства Керри, который был настолько сильным, что «если бы он воспроизвёл акцент моего отца, вам понадобились бы субтитры». Внук Куинлана, Конор, был участником съёмочной группы.